# 초른 보조정리
수학에서 초른 보조정리(Zorn의補助定理, 영어: Zorn’s lemma) 또는 쿠라토프스키-초른 보조정리(Kuratowski-Zorn補助定理, 영어: Kuratowski–Zorn lemma)는 부분 순서 집합이 극대 원소를 가질 충분조건을 제시하는 보조정리다. 선택 공리와 동치이다.

## 정의
원순서 집합 {\displaystyle (X,\lesssim )}의 정렬 사슬(영어: well-ordered chain)은 정렬 집합을 이루는 사슬 {\displaystyle C\subseteq X}이다. (공집합 역시 정렬 사슬로 간주한다.) 또한, 원순서 집합 {\displaystyle X}에 대하여, {\displaystyle \max X\subseteq X}가 {\displaystyle X}의 극대 원소들의 집합이라고 하자. (극대 원소란 임의의 {\displaystyle x\in X}에 대하여 만약 {\displaystyle m\lesssim x}이라면 {\displaystyle x\sim m}을 만족시키는 원소 {\displaystyle m\in X}이다.) 또한, {\displaystyle \uparrow S}와 {\displaystyle \downarrow S}는 각각 상폐포와 하폐포를 뜻한다.
원순서 집합 {\displaystyle (X,\lesssim )}가 닫힌 원순서 집합이라고 하자. (즉, {\displaystyle X}의 모든 정렬 사슬이 상계를 갖는다고 하자. 특히, 공집합의 상계가 존재하므로 {\displaystyle X}는 공집합이 아니다.) 초른 보조정리에 따르면, {\displaystyle X=\downarrow \max X}이다. 다시 말해, 임의의 {\displaystyle x\in X}에 대하여 {\displaystyle x}와 비교 가능한 극대 원소 {\displaystyle m\in \max X}가 존재한다. (특히, {\displaystyle X\neq \varnothing }이므로 {\displaystyle \max X\neq \varnothing }이다. 다시 말해, {\displaystyle X}는 하나 이상의 극대 원소를 갖는다.)

## 예
원순서 집합 {\displaystyle (S,\lesssim )}의 사슬들의 부분 순서 집합 {\displaystyle \operatorname {Chain} (S)\subseteq {\mathcal {P}}(S)}을 생각하자. 그렇다면, 사슬들의 사슬 {\displaystyle C_{0}\subseteq C_{1}\subseteq \cdots }의 합집합은 역시 사슬이므로, 초른 보조정리에 따라 {\displaystyle S} 속에는 극대 사슬이 존재하며, {\displaystyle S}의 임의의 사슬은 어떤 극대 사슬의 부분 집합이다. 이 사실을 하우스도르프 극대 원리(Hausdorff極大原理, 영어: Hausdorff maximal principle)라고 한다. 이 역시 선택 공리 및 초른 보조정리와 동치이다.

## 역사
하우스도르프 극대 원리는 1914년에 펠릭스 하우스도르프가 최초로 사용하였다.
카지미에시 쿠라토프스키가 1922년에 증명하였다. 막스 초른이 1935년에 같은 정리를 "극대 원소 원리"(영어: maximum principle)라는 이름으로 발표하였고,:667 이를 집합론의 공리로 차용할 것을 주장하였다.
"초른 (보조)정리"라는 이름은 1939년에 니콜라 부르바키가 《집합론》(프랑스어: Théorie des ensembles)에서 사용하였다.

## 같이 보기
- 닫힌 원순서 집합
- 타이히뮐러-투키 보조정리